# Jim Abbott (homme politique)
Pour les articles homonymes, voir Jim Abbott et Abbott.
James (Jim) Abbott, né à Toronto le 18 août 1942 et mort à Cranbrook le 26 juillet 2020, est un homme d'affaires et homme politique canadien.
Il est député à la Chambre des communes de Kootenay-Est de 1993 à 1997 et de Kootenay—Columbia de 1997 à 2011. Il siège sous la bannière du Parti réformiste du Canada de 1997 à 2000, de l'Alliance canadienne de 2000 à 2003 et du Parti conservateur du Canada de 2003 à 2011.

## Biographie
Né le 18 août 1942 à Toronto en Ontario, Jim Abbott est élu, lors de l'élection fédérale de 1993, député à la Chambre des communes du Canada de la circonscription britanno-colombienne de Kootenay-Est sous la bannière du Parti réformiste du Canada. Après la dissolution de la circonscription, il est réélu sous la bannière réformiste lors de l'1997 dans la nouvelle circonscription de Kootenay—Columbia. Il est réélu en 2000 en tant que député de l'Alliance canadienne. En 2003, ce parti fusionne avec le Parti progressiste-conservateur du Canada pour devenir le nouveau Parti conservateur du Canada. C'est comme membre de ce parti qu'il est réélu en 2004, 2006 et 2008. Il ne se représente pas en 2011.
Il est le secrétaire parlementaire de la ministre du Patrimoine canadien, Bev Oda de 2006 à 2008.
Jim Abbott meurt le 26 juillet 2020 à Cranbrook en Colombie-Britannique, à l'âge de 77 ans,.

## Vie privée
Jim Abbott est marié ; lui et son épouse Jeanette ont trois enfants.